# Alessio Bax
Alessio Bax (Bari, 30 novembre 1977) è un pianista italiano.

## Biografia
Diplomatosi in pianoforte in soli 5 anni al Conservatorio di Bari, si è poi perfezionato con i maestri François-Joël Thiollier e Joaquín Achúcarro.
Da giovanissimo ha vinto diversi premi internazionali tra cui, primo italiano nella storia, il Concorso pianistico internazionale di Leeds, nel settembre del 2000, con l'esecuzione del Primo Concerto di Johannes Brahms con l'Orchestra di Birmingham diretta da sir Simon Rattle.
Nel 1994 si è trasferito negli Stati Uniti d'America per perfezionarsi presso la Southern Methodist University di Dallas, dove attualmente fa parte del corpo docente della Meadows School of the Arts. La prestigiosa rivista Gramophone ha inserito l'incisione di Alessio Bax delle Sonate per Pianoforte 14 e 19 di Beethoven tra le "Top 10 recent Beethoven recordings".

## Vita privata
È sposato con la pianista canadese Lucille Chung. I due hanno una figlia di nome Mila e vivono a New York.

## Discografia
- Live Recordings from the 3rd Hamamatsu Piano Competition, 1996, Fontec (musiche di Brahms, Granados)
- Piano Recital & Concerto, Fontec 1998 (musiche di Granados, Rachmaninov, Scriabin, Beethoven)
- Marcel Dupré, opera completa per pianoforte e organo, in Works for Organ vol. 6, Naxos 1999
- Baroque reflections, Warner Classics (musiche di Bach, Sgambati, Liszt, Rachmaninov)
- György Ligeti, Works for piano, two pianos and piano four hands, Dynamic (insieme a Lucille Chung, le composizioni a 4 mani o per 2 pianoforti)